# Hieracium completum
Hieracium completum es una especie de planta con flor del género Hieracium, de la familia Asteraceae, orden Asterales.

## Distribución
Hieracium completum se distribuye por Escocia.

## Taxonomía
Fue descrita científicamente por P. D. Sell & C. West. Fue publicada en Watsonia 20: 353 (1995).